# 日引聡
日引 聡（ひびき あきら、1961年9月 -）は、日本の経済学者。
東北大学大学院経済学研究科教授。元環境経済・政策学会会長。

## 来歴
1961年、京都府宮津市に生まれる。
1985年、上智大学経済学部経済学科を卒業後、1990年に東京大学大学院経済学研究科第2種博士課程単位修得退学。
1989年、国立公害研究所（現　国立環境研究所）総合解析部研究員、1996年国立環境研究所社会環境システム部主任研究員に昇格。1999年、東京工業大学大学院社会理工学研究科助教授就任、のち准教授となる。独立行政法人国立環境研究所社会環境システム研究領域（現・社会環境システム研究センター）環境経済政策研究室室長に就任。2012年、上智大学経済学部経済学科教授に就任する。2015年以来、東北大学大学院経済学研究科の教授を務める。国立環境研究所社会環境システム研究センター連携研究グループ長を併任している。経済学博士（上智大学）。2018～2019年度において、環境経済・政策学会会長を務める。
弟はパデュー大学工学部名誉教授の日引俊詞。

## 研究活動
環境経済学、資源経済学および,環境政策,政策評価を研究対象としている。
1997年に日本計画行政学会の日本計画行政学会奨励賞を受賞した。
　著書に、日引聡、有村俊秀（2002）『入門環境経済学―環境問題解決へのアプローチ (中公新書)』中央公論新社　がある。
　主要な研究成果は、
https://researchmap.jp/read0006101
https://ideas.repec.org/e/phi43.html